# Hersbruck
Hersbruck est une ville de Bavière (Allemagne), située dans l'arrondissement du Pays-de-Nuremberg, dans le district de Moyenne-Franconie.
Ancienne ville forte, la ville possède de belles demeures anciennes et les vestiges d'une fortification médiévale.

## Histoire
| Appartenances historiques Duché de Haute-Bavière 1297–1353 Duché de Bavière-Landshut 1353-1392 Duché de Bavière-Ingolstadt 1392-1447 Duché de Bavière-Landshut 1447-1504 Saint-Empire (Ville libre de Nuremberg) 1504–1806 Royaume de Bavière 1806–1918 République de Weimar 1918–1933 Reich allemand 1933–1945 Allemagne occupée 1945–1949 Allemagne 1949–présent |

Pendant la Seconde Guerre mondiale, Hersbruck est le siège d'un camp de concentration annexe du camp de Flossenbürg.
L'objectif de ce Kommando est d'installer une usine souterraine pour la fabrication de moteurs d'avion. Le travail des détenus consiste à déblayer les roches dynamitées, afin d'aménager les galeries.
Hersbruck est le 3e camp le plus important du sud de l'Allemagne, après Dachau et Flossenbürg.
Pendant ses 11 mois d'existence, de mai 1944 à avril 1945, le camp compte 10 000 déportés dont plus de 4 000 y trouvent la mort. En mai 1945, la SS évacue 1 600 malades par train et 3 800 à pied vers Dachau. Plus de 600 meurent en route.

## Personnalités
- Christoph Arnold (1627-1685), théologien et poète allemand, est né à Hersbruck.